# Le Fort (Adelsgeschlecht)
Le Fort, auch Lefort (der Starke), ursprünglich Lifforti, ist der Name einer ursprünglich aus Piemont stammenden Genfer Patrizier-Familie und eines davon abstammenden mecklenburgischen und pommerschen Adelsgeschlechts.

## Geschichte

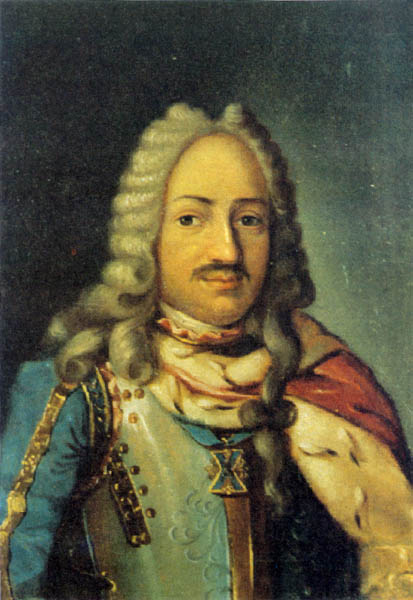
François le Fort

### Herkunftslegende
Nach einer Familienlegende geht die Geschichte der Familie Lefort auf die Kapetinger zurück. Robert Le Fort soll vom westfränkischen König Karl der Kahle die Grafschaft Tours mit dem Auftrag erhalten haben, das Reich gegen die Überfälle der Normannen zu sichern. Robert starb 866 und hinterließ seinen Söhnen Eudes und Robert nur ein kleines Reich, das damalige Neustrien. Eudes erhielt 882 die Grafschaft Paris. Wegen seiner militärischen Verdienste bei der Verteidigung von Paris wurde er 888 sogar durch die Aristokratie zum König gewählt. Er war damit der erste robertinische König. Sein Großneffe Hugo herrschte zwischen 987 und 996 und erhielt den Beinamen Hugo Capet. Nach ihm wurden dann alle Herrscher Kapetinger genannt.
Auch nach einer anderen Überlieferung soll die Familie aus Frankreich stammen. Das Geschlecht sei normannischen Ursprungs und um 1160 Lehensnehmer der englischen Könige in der Normandie gewesen. Wilhelm le Fort nahm am Kreuzzug von König Richard Löwenherz von England teil, erwarb nach seiner Rückkehr Besitz in Oberitalien und führte 1229 eine Abordnung von Rittern an den Hof des Kaisers Friedrich II. Möglicherweise war er der Ahnherr eines le Fort de Vallerin, der um das Jahr 1237 von der Insel Zypern nach Rom aufbrach, um in den Streitigkeiten zwischen Papst Gregor IX. und Kaiser Friedrich II. zu vermitteln. Der Kaiser belehnte ihn mit Besitz. Seitdem gehörte das Geschlecht dem deutschen Reichsadel an. Diese Legende weist Bezüge zur Abstammungslegende der englischen Adelsfamilie Fortescue auf, die als ihren Ahnherren den normannischen Ritter Richard le Fort ansieht, der Wilhelm dem Eroberer in der Schlacht bei Hastings 1066 das Leben gerettet haben soll.
Im sächsischen Diplom zur Erhebung von Ludwig Carl Le Fort 1790 in den Reichsfreiherrenstand wurde aufgeführt, dass die Vorfahren des Impetranten aus Schottland stammten, von dort nach Piemont und 1565 nach Genf gekommen seien. Die belegten Ursprünge der Familie liegen in Cuneo im Piemont. Von hier aus flüchteten sie als Hugenotten in die Romandie und wurden dann in Genf ansässig.

### Die mecklenburgische Familie Le Fort
Der mecklenburgische Familienzweig der le Fort geht auf Francois/Franz Le Fort zurück, dem wohl bis heute bekanntesten Mitglied der gesamten Familie.
François Le Fort (1656–1699) war der Sohn des Genfer Kaufmanns Jacques Le Fort. Er trat 1680 als Seeoffizier in russische Dienste und wurde 1694 Admiral der russischen Flotte. Zar Peter I. von Russland erhob ihn am 10. Dezember 1698 durch ein Diplom Baronenstand mit Verbesserung des angestammten Wappens in den russischen Adels- und Freiherrnstand. Da Zar Peter I. auch Pate seines Sohnes war, leitete sich von ihm die Familiengewohnheit ab, jedem Kind der Le Forts den Namen Peter bzw. Petrea den anderen Vornamen hinzuzufügen.
Sein Bruder, der Genfer Staatsrat Ami Lefort (1635–1719), wurde 1698 von Kaiser Leopold I. in den Reichsritterstand erhoben. Dessen in Genf geborener Sohn Peter (Pierre Chevalier de Le Fort) Le Fort (1676–1754) erbte in Russland das umfangreiche Vermögen seines Onkels. Er trat 1696 in russische Dienste und stieg bis zum General und General-Gouverneur von Estland, Livland und Astrachan auf. Zarin Katharina I. ernannte ihn 1722 zum kommandierenden General. 1713 heiratete er in Smolensk Elisabeth Justine de Weide, Tochter des russischen Generals Adam de Weide(n). In zweiter Ehe heiratete er 1717 Sophia, Tochter des Friedrich von Barner auf Ganzkow und seiner Gattin Lucia, geborene von Jasmund. 1733 übernahm Peter Le Fort die von ihm erworbenen Güter Möllenhagen, Marin, Rethwisch, Lehsten, Bocksee und Klockow in Mecklenburg. Er wurde zum Begründer der mecklenburgischen Linie der Familie, deren Wirken sich danach im norddeutschen Raum abspielte. Dass Friedrich Heinrich von le Fort (1762–1833) ab 1803 in Neubrandenburg den jungen Friedrich Ludwig Jahn als Hauslehrer seiner Kinder beschäftigte, bleibt dabei sicherlich nur eine Randglosse, prägte allerdings dessen Söhne nachhaltig vaterländisch-patriotisch.
Kurfürst Friedrich August von Sachsen bestätigte als Reichsvikar mit Diplom vom 23. September 1790 den Reichsadel für den Urgroßneffen des Admirals, den Baron Ludwig (Louis) le Fort (1759–1831) auf Gottin. 1803 wurde er als auf Wendhof erbgesessen mit seinen Söhnen August (1797–1864), später mecklenburg-schwerinscher Kammerherr und Karl in den mecklenburgischen Adel rezipiert. Während die Le Fort in Preußen amtlich mit dem Freiherrentitel bezeichnet wurden, war es in Mecklenburg amtlich üblich gewesen, sie mit dem Baronstitel zu bezeichnen.
Viele Familienmitglieder dienten als Offiziere, so Baron August le Fort in der King’s German Legion, und Lothar von le Fort (1831–1902), der Vater der Dichterin Gertrud von le Fort, als Oberst in der preußischen Armee. Sein Sohn, der Rittmeister Stephan von le Fort (1884–1953), sammelte 1920 eine Reihe von Freikorps-Kämpfern aus dem Baltikum um sich, verhängte während des Kapp-Putsches am 17. März 1920 über die Stadt Waren den Belagerungszustand. Am 18. März 1920 ließ er mit seinem Vetter, dem Reichswehrleutnant Peter Alexander von le Fort, die Stadt mit einem Geschütz und drei Maschinengewehren vom Galgenberg aus beschießen, wobei es 11 Schwerverletzte und fünf Tote, darunter ein siebzehnjähriges Mädchen, zu beklagen gab. Nach der Niederschlagung des Putsches flohen beide nach München und Österreich. An der Südseite des Warener Rathauses ist heute noch das Einschussloch einer Granate zur Erinnerung an die Beschießung zu sehen, und Uwe Johnson verarbeitete dieses Ereignis in seinem Roman Jahrestage.

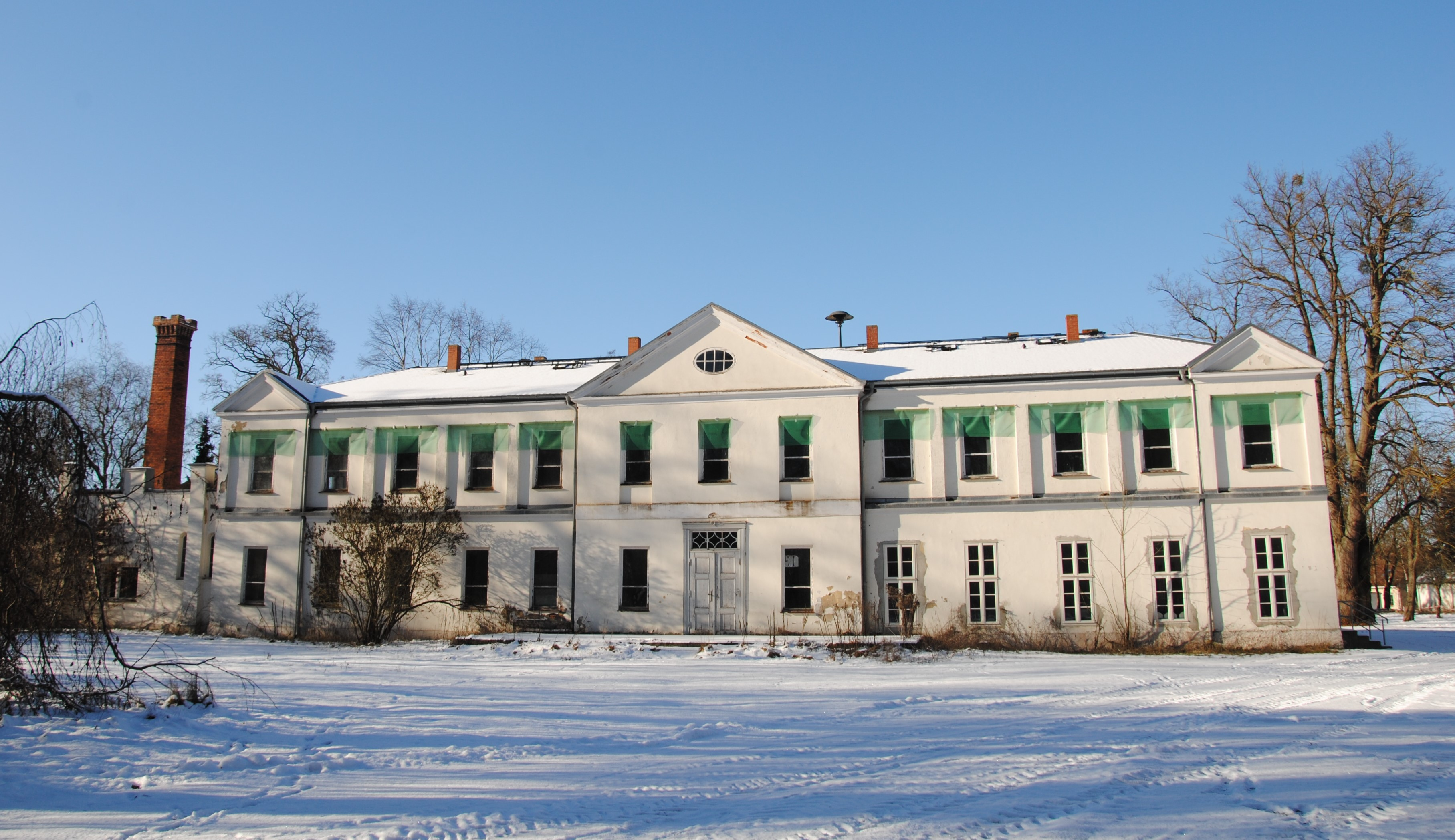
Herrenhaus Boek

Der Familienfideikommiss Boek wurde vom Freistaat Mecklenburg-Strelitz aufgrund bestehender Gesetze und Forderungen nach Art. 155 der Weimarer Verfassung, wie alle diese familienrechtlichen Stiftungen in Deutschland, insbesondere im Bezug zur Erbregelungen und der gleichberechtigten Erbfolge auch an Töchter, aufgelöst. Das private Eigentum am jeweiligen Besitz verblieb natürlich, die Güter wurden freies Eigentum und zu Allodialgütern, größere Güter zu Schutzforsten oder andere privatrechtliche Besitzungen umgewandelt.
Peter Alexander von Le Fort wurde später Generalsekretär des Organisationskomitees der Olympischen Winterspiele 1936.

### Der pommersche Zweig
Friedrich Adolf Heinrich von Le Fort, am 1. April 1801 in Möllenhagen geboren, war großherzoglich Mecklenburg-Strelitzer Kammerherr und heiratete am 9. Oktober 1829 in Retzow Elisabeth von Bornstaedt. Er erwarb mehrere Güter in Pommern und wurde der eigentliche Begründer der pommerschen Linie der Familie. Er starb am 20. Juli 1875 in Lassan.
In Papendorf war Kammerherr Baron Peter von Le Fort sen. seit 1833 Gutsbesitzer. Später pachtete sein Sohn dieses Gut zu Pulow hinzu.
Das Gut Pulow bei Lassan wurde 1843 vom Kammerherrn Baron von Le Fort auf Papendorf gekauft, der gab das Gut aber 1856 an seinen Sohn Baron Peter von Le Fort, der bis dahin beim 2. Landwehrregiment diente.
Um 1928 war Generallandschaftsrat Baron Friedrich Wilhelm von Lefort (neue Namensschreibweise) Rittergutsbesitzer auf Papendorf mit den Pertinenzen Pulow und Klein Jasedow. Dieser war bis in die 1930er Jahre Aufsichtsratsvorsitzender der Vereinigten Anklam-Friedländer Kartoffelstärke- und Flockenfabrik G.m.b.H. mit der Zentrale Anklam, Kartoffelmehl- und Glukosefabrik Friedland, Flockenfabrik Pasewalk und der Stärke- und Flockenfabrik Gützkow.
Die Familie Lefort zählte vor 1945 zu den zehn größten Gutsbesitzern Vorpommerns, sie war dort auch Mitglied des ständischen Kreistages des Landkreises Greifswald.

### Besitzungen
Mecklenburg

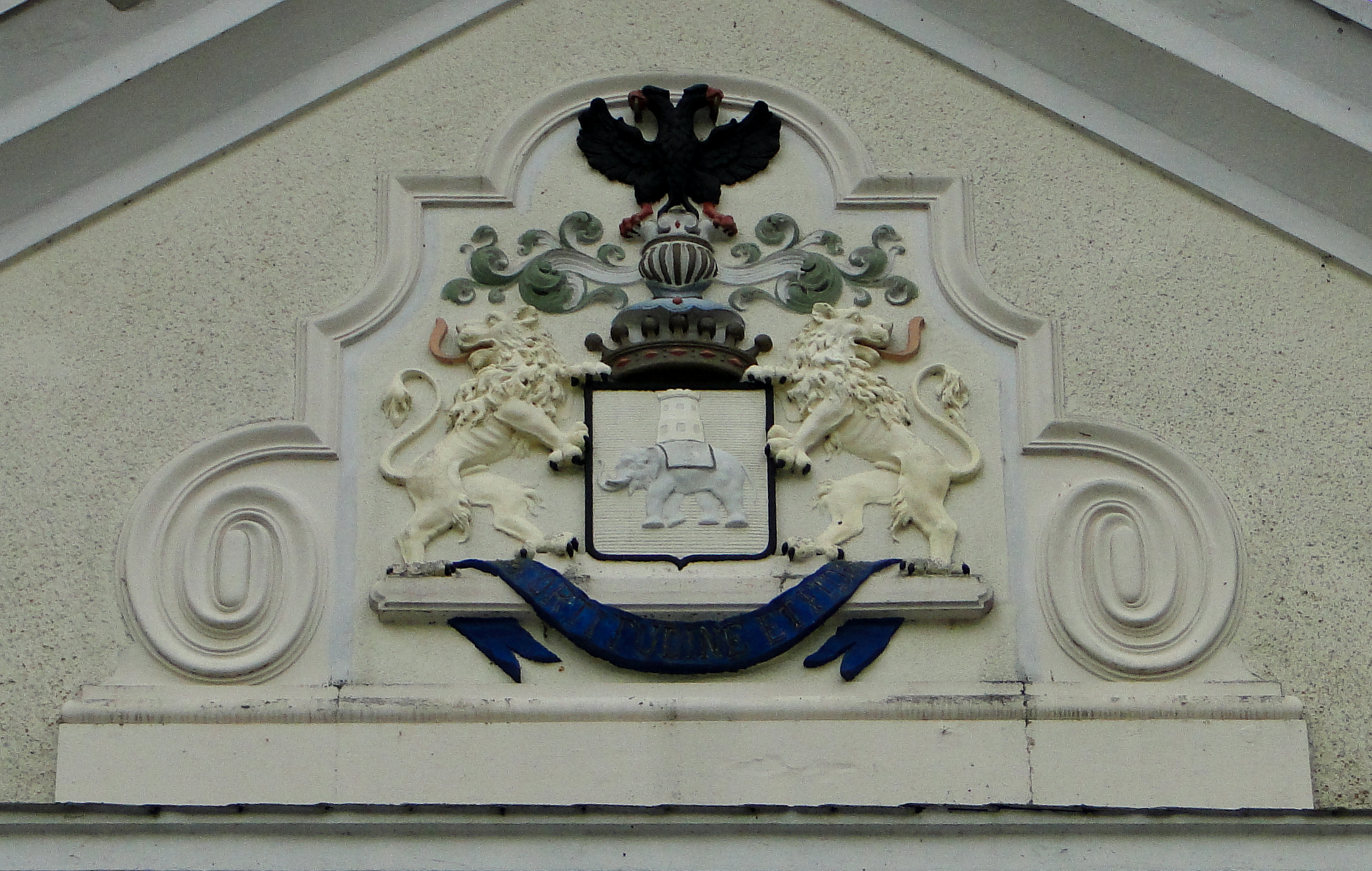
Wappen am Eingangsgiebel vom Herrenhaus Boek

- Boek, heute Ortsteil von Rechlin, mit Pertinenzien, 1841–1920, 1921–1935[13]
- Gottin mit Tellow, heute Ortsteile von Warnkenhagen, 1790–1795
- Lehsten, heute Ortsteil von Möllenhagen, vor 1755–1802
- Marin, vor 1755–1804 (seit 1790 verpfändet)
- Möllenhagen, vor 1755–1831
- Poppentin, 1802–1853[16]
- Rethwisch (Möllenhagen), Bocksee (Ankershagen) und Klockow (Groß Dratow), vor 1755–1790
- Wendhof mit einem Teil von Poppentin, heute beides Ortsteile von Göhren-Lebbin, pfandweise 1798, erblich 1800–1853

Pommern
- Papendorf, heute Gemeinde Lassan, 1833– nach 1939[17]
- Pulow, heute Gemeinde Lassan, 1843–1902[18]
- Klein Jasedow, heute Gemeinde Lassan, 1833–1945[19]

## Wappen

### Stammwappen
Das Stammwappen des Geschlechts zeigt im blauen Schild einen naturfarbenen Elefanten vor einer Palme stehend. Helmzier offenbar unbekannt. Wahlspruch: Fortitudine et fide(Stärke und Glaube).

### Freiherrliches Wappen
Das am 22. Dezember 1698 zwölf Tage nach der Erhebung in den russischen Baronsstand zur Erhebung in den römisch-deutschen Reichsritterstand verliehene Wappen zeigt in Blau einen naturfarbenen Elefanten mit erhobenem Rüssel, belegt mit einer goldenen Decke, worauf ein schwarzer Doppeladler mit goldenen Heiligenscheinen. Auf dem Rücken trägt der Elefant einen holzfarbenen Turm mit drei Fenstern (1 : 2). Auf dem gekrönten Helm mit blau-silbernen Decken der Doppeladler. 1790 kamen anlässlich der Erhebung in den römisch-deutschen Reichsfreiherrenstand als Schildhalter zwei widersehende naturfarbene Löwen hinzu. Historische Darstellungen zeigen zwischen Schild und Helm auch eine Baronskrone.
Das Wappen des Barons von Lefort auf Pulow, Papendorf und Kl. Jasedow bei Lassan in Vorpommern ist Teil eines Wappenfrieses (Wappen von 24 Gutsherren und 3 Städte) im Kreishaus von Greifswald, dort war er Mitglied des ständischen Kreistages des Landkreises Greifswald.

### Historische Wappenbilder

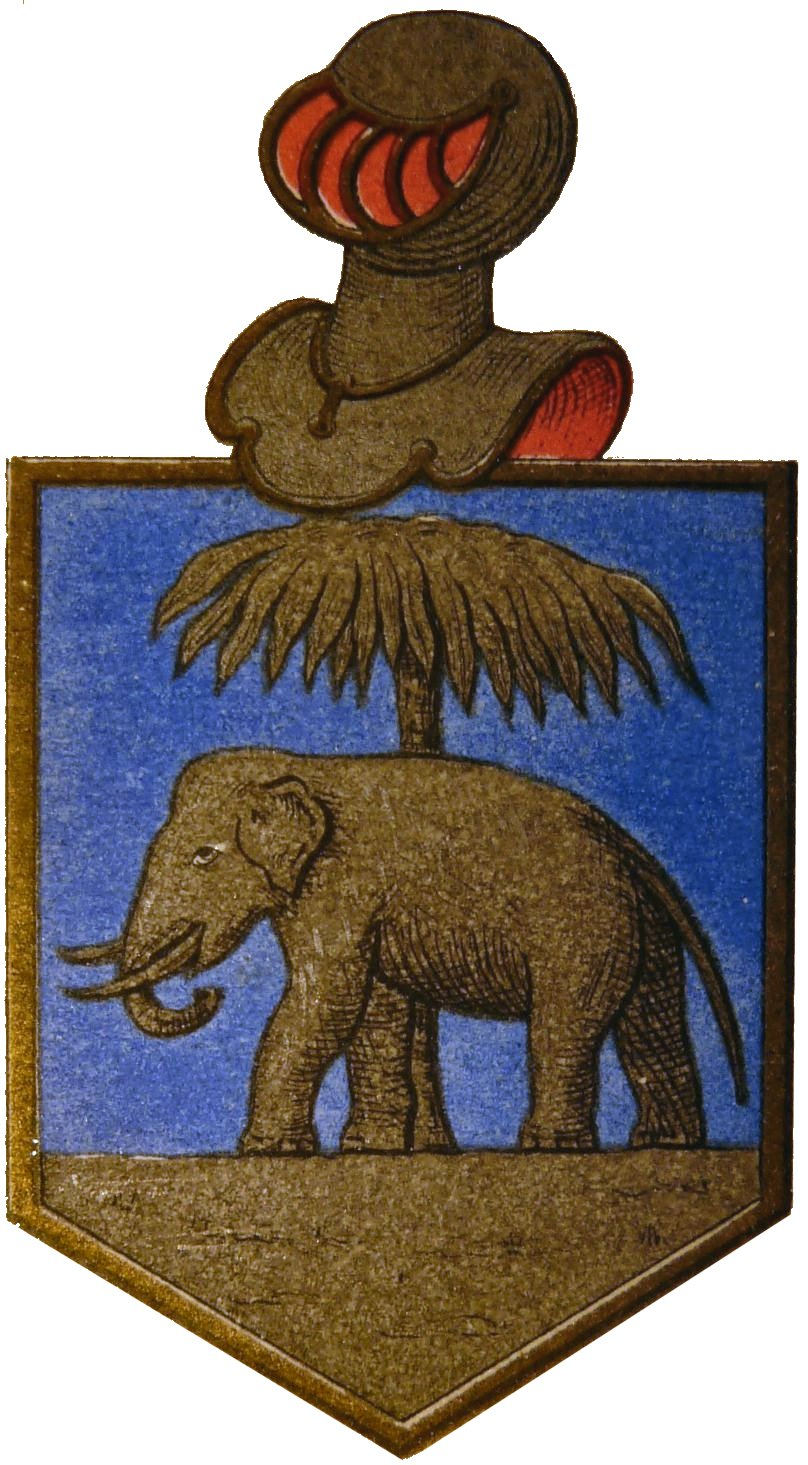
Stammwappen mit Schildfuß
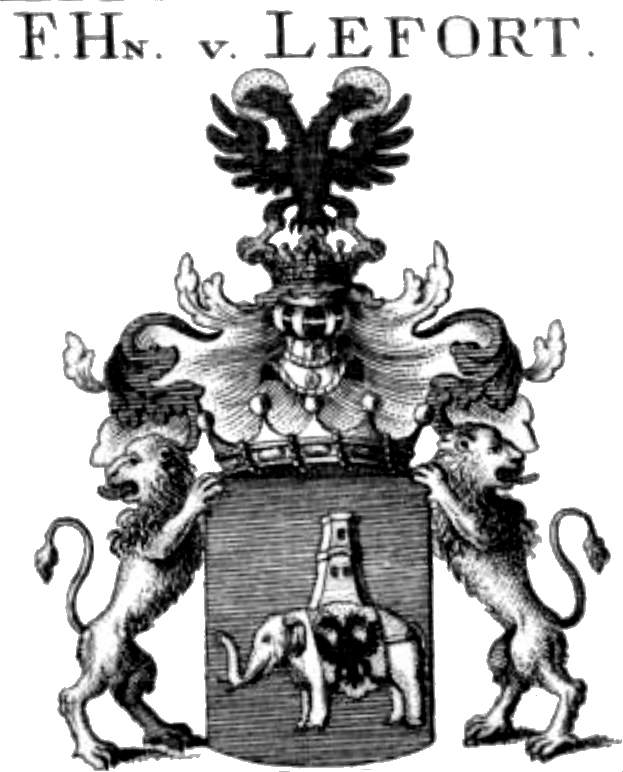
Wappen von ca. 1780
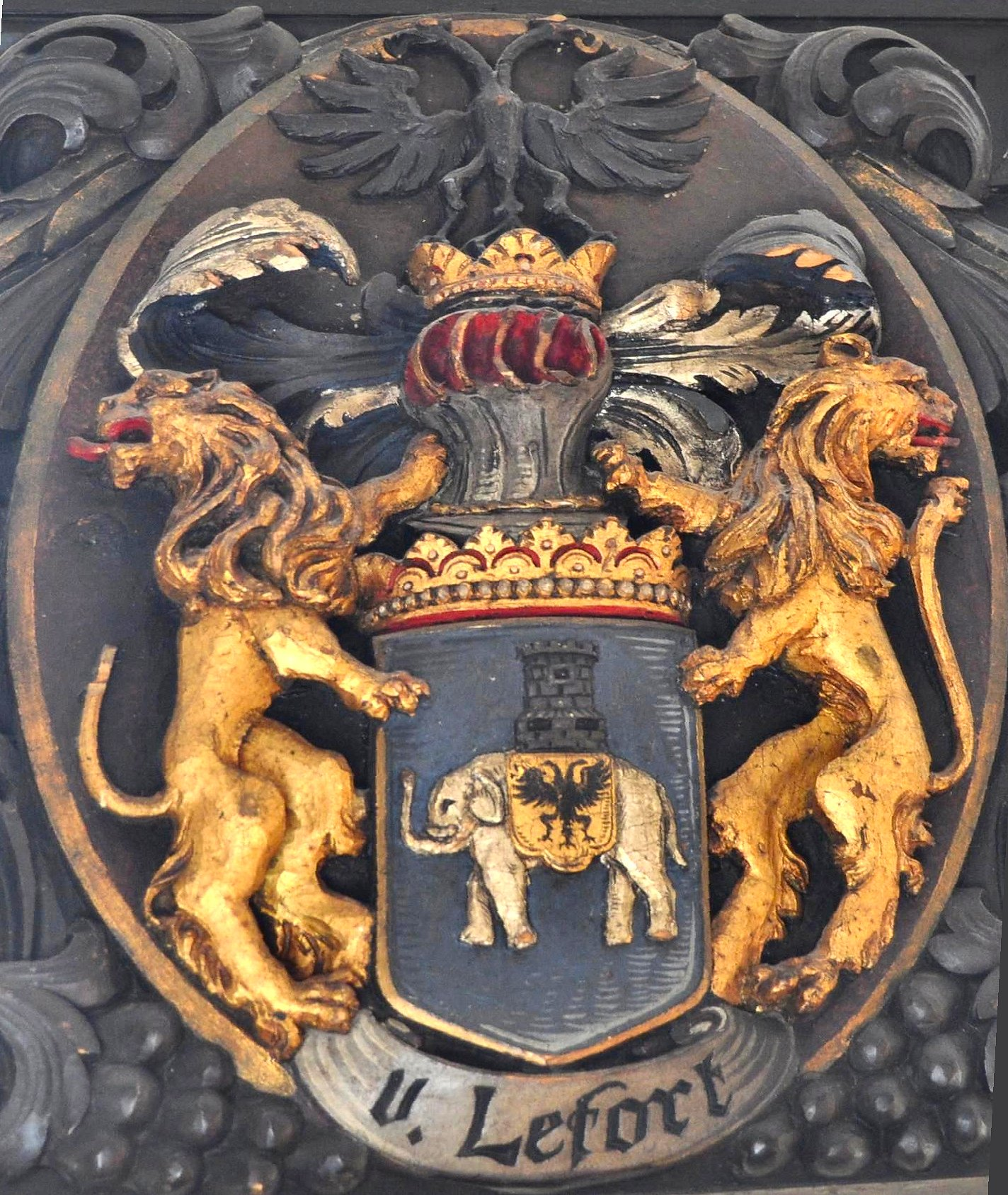
Wappen im Kreishaus Greifswald

## Bedeutende Vertreter

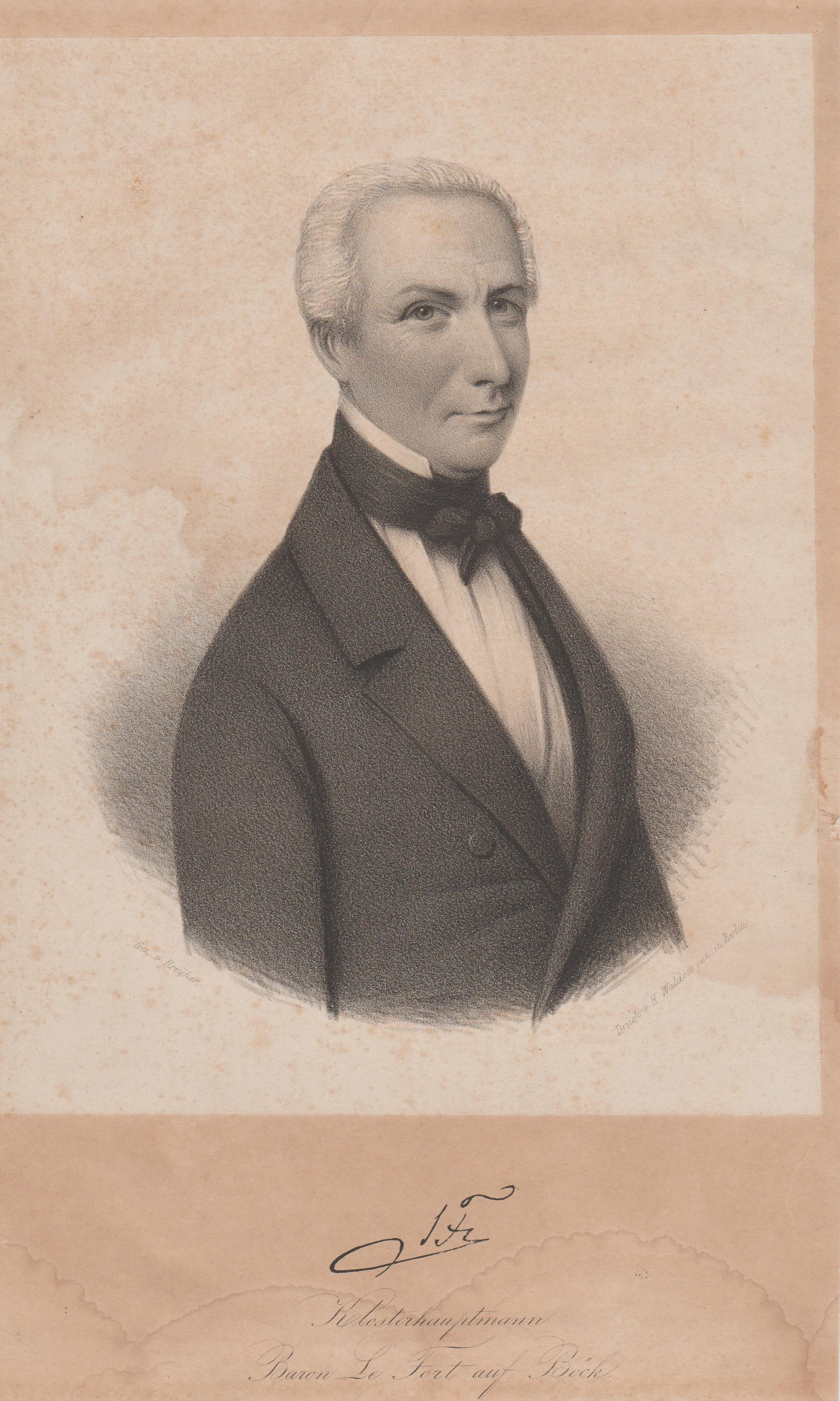
Klosterhauptmann Carl Peter Baron von Le Fort

- François Le Fort (1656–1699), russischer Admiral
- Pierre Le Fort (1676–1754), russischer General,[21]
- Pierre Le Fort (1719–1796), sächsischer und russischer General, General der Invaliden[22] Oberzeremonienmeister der Zarin Elisabeth[23]
- Pierre-Frédéric Le Fort (1716–1783), französischer Général de brigade[24]
- Johann Carl Peter Baron von Le Fort auf Boek, 1836–1854 Klosterhauptmann von Kloster Dobbertin
- August David Petes von Le Fort (1797–1864), Mitbesitzer des Fideikommisses Hermannischky (Russland),[25] Kammerherr (Mecklenburg), Ritter des Johanniterordens
- Friedrich von Le Fort (1801–1875), großherzogl. meckl.-strel. Kammerherr,[26] Gutsherr auf Papendorf,[27] Pulow und Warneckow
- Peter von Le Fort (1831–1911), Freimaurer, Loge „Julius zu den empfindsamen Herzen“ Anklam, Ehrenritter[28] des Johanniterordens, Armenpfleger des Kirchspiels Lassan,[29] Gutsbesitzer auf Pulow[30]
- Lothar von Le Fort (1831–1902), Oberst
- Friedrich Wilhelm von Le Fort (1866–1947), kgl. preuß. Major a. D., Rechtsritter des Johanniterordens, Gutsbesitzer von Papendorf
- Stephan von Le Fort (1872–1954), kgl. preuß. Oberst, verheiratet mit Hedwig von Graberg, Tochter des Generals Hermann von Graberg
- Gertrud von le Fort (1876–1971), deutsche Schriftstellerin
- Peter Alexander von le Fort (1899–1969),[31] Generalsekretär des Organisationskomitees der Olympischen Winterspiele 1936
- Etta von Le Fort, verheiratete Gräfin von Waldersee (1902–1978), Vizepräsidentin des Deutschen Roten Kreuzes